# 埃斯托西爾 (阿拉巴馬州)
埃斯托西爾（英語：Estothel）是一個位於美國阿拉巴馬州卡溫頓縣的非建制地區。該地的面積和人口皆未知。

## 地理
埃斯托西爾的座標為31°14′41″N 86°11′54″W / 31.24472°N 86.19833°W，而該地最高點為海拔高度88米（即289英尺）。